# Utricularia hispida
Utricularia hispida es una especie de planta carnívora de tamaño mediano, perenne, que pertenece a la familia Lentibulariaceae. 

## Descripción
Es una planta perenne, de hábito terrestre. Las hojas angostamente lineares, de 6–30 cm de largo y 1–6 mm de ancho, a veces algunas hojas más pequeñas y obovadas también presentes. Las inflorescencias en racimos de 30–60 cm de largo, glabros o híspidos, pedicelos de 3–20 mm de largo; lobos del cáliz desiguales, ovados, el lobo superior 2.5–4 mm de largo, el lobo inferior más pequeño; corola de 6–10 mm de largo, mayormente lila con una mancha amarilla. El fruto es una cápsula globosa, 2–3 mm de diámetro, dorsiventralmente 2-valvada.

## Distribución
U. hispida, es un endemismo de Centroamérica y Sudamérica.

## Hábitat
Especie poco común que se encuentra en sabanas húmedas, en la zona atlántica; a una altitud de 0–100 metros desde México a Nicaragua, Trinidad y norte de Sudamérica.

## Taxonomía
Utricularia hispida fue descrita por Jean-Baptiste Lamarck y publicado en Tableau Encyclopédique et Methodique ... Botanique 1: 50. 1791.
Etimología
Utricularia: nombre genérico que deriva de la palabra latina utriculus, lo que significa "pequeña botella o frasco de cuero".
hispida: epíteto latín que significa «hirsuta, peluda».
Sinonimia
- Calpidisca hispida (Lam.) Barnhart
- Utricularia angustifolia Benj.
- Utricularia baldwinii Steyerm.
- Utricularia glueckii Luetzelb.
- Utricularia macerrima S.F. Blake	[5]